# Puhar-Onkimaa
Puhar-Onkimaa – wieś w Finlandii, w rejonie Uusimaa, w gminie Askola.